# Gurdijelje
Gurdijelje (cyr. Гурдијеље) – wieś w Serbii, w okręgu raskim, w gminie Tutin. W 2011 roku liczyła 101 mieszkańców.